# زنبق‌های اصلی
زنبق‌های اصلی (نام علمی: Iris subg. Iris) نام یک زیرسرده از سرده زنبق است.